# Гамберале
Гамбера́ле (итал. Gamberale) — коммуна в Италии, располагается в регионе Абруццо, в провинции Кьети.
Население составляет 374 человека (2008 г.), плотность населения составляет 25 чел./км². Занимает площадь 15 км². Почтовый индекс — 66040. Телефонный код — 0872.
Покровителем коммуны почитается святой Лаврентий, празднование 10 августа.

## Демография
Динамика населения:

## Администрация коммуны
- Официальный сайт: